# Parafia św. Michała Archanioła w Siedlcu
Parafia Świętego Michała Archanioła w Siedlcu – parafia rzymskokatolicka należąca do dekanatu zbąszyńskiego archidiecezji poznańskiej. Została utworzona w XIII wieku. Mieści się przy ulicy Wolsztyńskiej.